# Мале, Юссеф
Юссеф Мале (итал. Youssef Maleh; араб. يوسف مالح‎; род. 22 августа 1998, Кастель-Сан-Пьетро-Терме, Болонья) — марокканский и итальянский футболист, полузащитник клуба «Лечче» и сборной Марокко. Выступает за «Эмполи» на правах аренды.

## Клубная карьера
Юссеф Мале начинал футбольную карьеру в итальянском клубе «Чезена». Дебют на профессиональном уровне состоялся 27 января 2018 года, когда футболист отправился в аренду в «Ревенну» из Серии C. В июле 2018 Мале подписал контракт с «Венецией», но снова был отдан в аренду в клуб «Ревенна».
21 января 2021 года «Фиорентина» объявила о подписании контракта с Мале, однако уточнила, что сезон футболист проведет в составе «Венеции».
3 января 2023 года Мале присоединился к «Лечче» на правах аренды до конца сезона. По контракту «Лечче» обязался выкупить игрока, при сохранении места в Серии А. По итогам сезона «Лечче» гарантировал себе место в высшей лиге Италии. Таким образом, с Мале был подписан контракт.
31 августа 2023 года футболист отправился играть в «Эмполи» на правах аренды с опцией выкупа в конце сезона.

## Карьера в сборной
Юссеф Мале родился в Италии, но имеет марокканское происхождение. Он выходил на поле в составе молодёжной сборной Италии. Первая игра на международном уровне состоялась 3 сентября 2020 года против Словении.
В августе 2021 года Мале был вызван в сборную Марокко на отборочные матчи чемпионата мира 2022, однако на поле так и не появился.